# Giuseppe Zaffonato
Giuseppe Zaffonato (Magrè di Schio, 29 agosto 1899 – Arzignano, 28 agosto 1988) è stato un arcivescovo cattolico italiano.

## Biografia

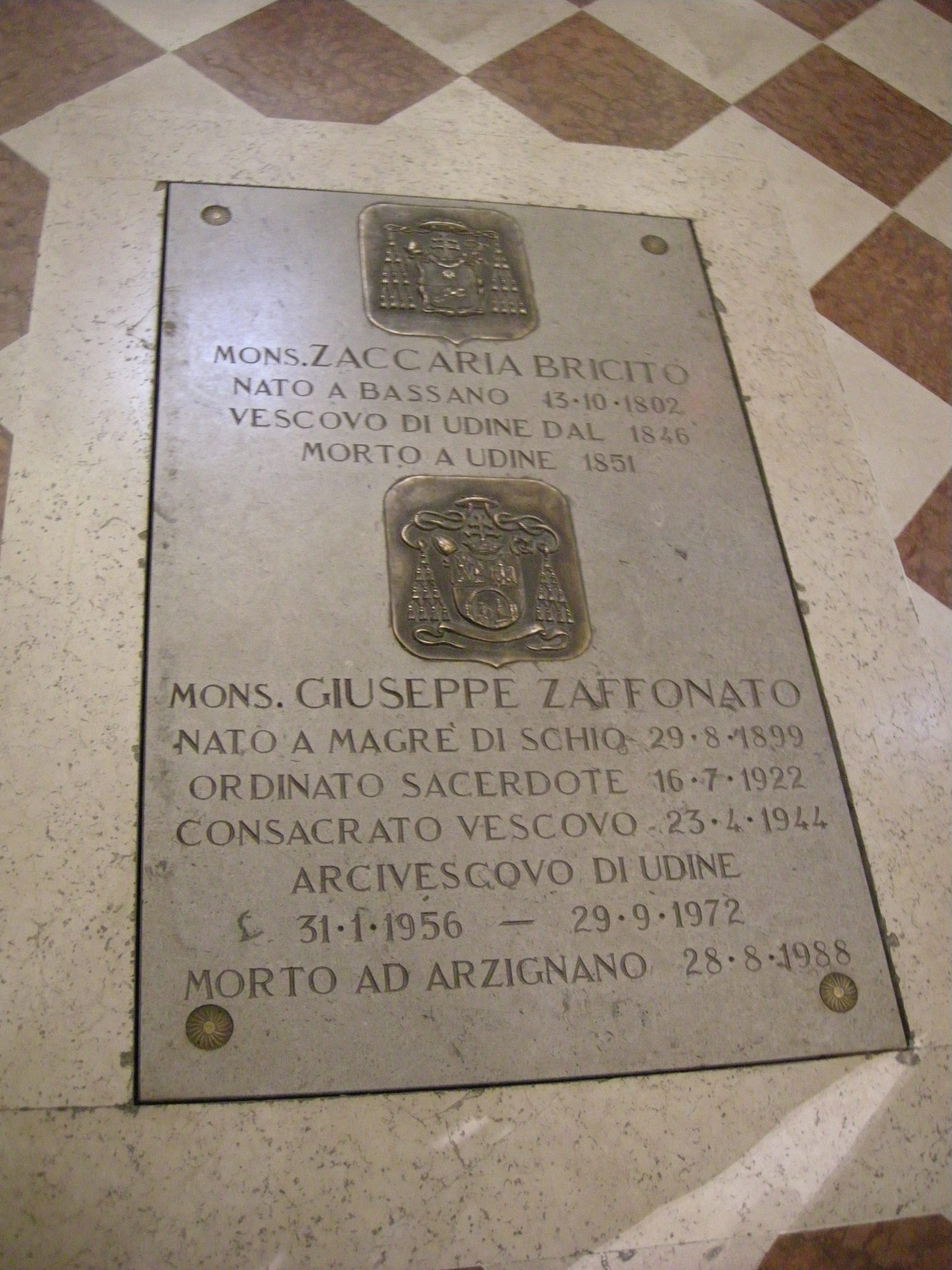
Tomba del vescovo Zaffonato nella Cattedrale di Udine

Nato a Magrè di Schio il 29 agosto 1899, fu ordinato presbitero il 16 luglio 1922 per la diocesi di Vicenza.
Il 6 febbraio 1944 fu nominato amministratore apostolico di Vittorio Veneto e vescovo titolare di Elatea. Ricevette l'ordinazione episcopale il 6 aprile dello stesso anno per l'imposizione delle mani del vescovo di Vicenza mons. Carlo Zinato.
Il 27 settembre 1945 fu nominato vescovo di Vittorio Veneto.
Nel 1947 fondò la Casa degli esercizi, annessa al castello vescovile, "per offrire agli uomini e ai giovani della diocesi un luogo di rinnovamento spirituale".
Il 31 gennaio 1956 fu promosso arcivescovo metropolita di Udine.
Si impegnò affinché le collezioni d'arte collocate nei depositi della curia ricevessero una sistemazione espositiva: nel 1963 inaugurò così la prima sede del Museo diocesano, ospitata provvisoriamente in alcuni locali del seminario.
Il 29 settembre 1972 rinunciò al governo pastorale dell'arcidiocesi di Udine.
Ritiratosi nella casa "San Raffaele" di Vicenza, presso il santuario della Madonna di Monte Berico, si spense all'ospedale di Arzignano il 28 agosto 1988. È sepolto nella cappella del Santissimo Sacramento della Cattedrale di Udine.

## Genealogia episcopale e successione apostolica
La genealogia episcopale è:
- Cardinale Scipione Rebiba
- Cardinale Giulio Antonio Santori
- Cardinale Girolamo Bernerio, O.P.
- Arcivescovo Galeazzo Sanvitale
- Cardinale Ludovico Ludovisi
- Cardinale Luigi Caetani
- Cardinale Ulderico Carpegna
- Cardinale Paluzzo Paluzzi Altieri degli Albertoni
- Papa Benedetto XIII
- Papa Benedetto XIV
- Cardinale Enrico Enriquez
- Arcivescovo Manuel Quintano Bonifaz
- Cardinale Buenaventura Córdoba Espinosa de la Cerda
- Cardinale Giuseppe Maria Doria Pamphilj
- Papa Pio VIII
- Papa Pio IX
- Cardinale Alessandro Franchi
- Cardinale Giovanni Simeoni
- Cardinale Antonio Agliardi
- Cardinale Basilio Pompilj
- Cardinale Adeodato Piazza, O.C.D.
- Vescovo Carlo Zinato
- Arcivescovo Giuseppe Zaffonato

La successione apostolica è:
- Vescovo Fortunato Zoppas (1952)